# Maxi Pereira
Victorio Maximiliano Pereira Páez, mais conhecido como Maxi Pereira (Montevidéu, 8 de Junho de 1984) é um ex-futebolista uruguaio que atuava como lateral direito. Atualmente é treinador adjunto do Sporting Clube de Braga. 

## Clubes

### Benfica
Fez sua estreia oficial pelo Benfica a 2 de setembro de 2007, num jogo no Estádio da Madeira frente ao  Nacional onde actuou durante toda a partida. Um dos seus momentos altos nessa época foi quando marcou um grande golo no Estádio da Luz frente ao AC Milan, em jogo a contar para a Liga dos Campeões da UEFA, que terminaria 1–1).
Com a saída de Nélson para o Bétis de Sevilha, Maxi Pereira foi o escolhido para ocupar a posição de lateral direito. Agarrou a oportunidade e tornou-se um dos pilares da defesa do clube e um dos jogadores favoritos dos adeptos. 
Maxi Pereira foi um jogador fundamental no jogo defensivo e ofensivo da equipa do Benfica, tanto que dois dias depois de ter ganho a Copa América pelo seu país e de ter sido pai de gémeos, apresentou-se em Lisboa para ajudar a sua equipa a marcar presença na fase de grupos da Liga dos Campeões. 
Luís Filipe Vieira, presidente do Benfica homenageou Maxi Pereira por este ser um grande profissional, por ter abdicado das suas férias para ajudar o Benfica a estar na fase de grupos da Liga dos Campeões e por ter ganho a Copa América. No final, o presidente do clube disse que Maxi Pereira era um grande lutador e uma das estrelas do Benfica.
A 1 de Julho de 2015, Maxi Pereira terminou a sua ligação com o Benfica, depois de muito tempo no clube, não renovando o seu contrato. Luís Filipe Vieira afirmou que fez de tudo para convencer o uruguaio a continuar no Benfica.

### FC Porto
O FC Porto o contratou em 17 de Julho de 2015.

### Regresso ao Uruguai
A 1 de fevereiro de 2021, Maxi Pereira regressou ao campeonato do seu país natal pela primeira vez em 14 anos, assinando pelo Peñarol com um contrato válido até julho, com opção de prolongamento até ao final do ano. Estreou-se a 6 de março, substituindo Juan Acosta nos instantes finais no triunfo em casa por 2–0 contra o Club Atlético River Plate. Marcou o único golo logo ao terceiro minuto da vitória sobre o C.A. Rentistas, a 9 de outubro, contribuindo para a conquista do título pela sua equipa.
Pereira assinou pelo River Plate (Uruguai) a 23 de janeiro de 2022. Tendo disputado 42 jogos, o jogador de 38 anos renovou o seu contrato um ano depois e terminou a carreira a 18 de maio.

## Seleção Nacional
Estreou pela Seleção Uruguaia principal em 25 de outubro de 2005 em partida amistosa contra o México. Participou das Copas do Mundo de 2010, 2014 e 2018.
Em 9 de junho de 2016, na partida contra a Venezuela pela Copa América Centenário, completou 113 partidas pela Seleção e tornou-se o jogador com maior número de partidas disputadas, ultrapassando a marca de Diego Forlán.

## Títulos
Benfica
- Primeira Liga: 2009–10, 2013–14, 2014–15
- Taça de Portugal: 2013–14
- Taça da Liga: 2008–09, 2009–10, 2010–11; 2011–12; 2013–14; 2014–15;
- Supertaça Cândido de Oliveira: 2014

Porto
- Primeira Liga: 2017-18
- Supertaça Cândido de Oliveira: 2018

CA Peñarol
- Primeira Divisão do Uruguai: 2021

Seleção Uruguaia
- Copa América: 2011